# Rodrigo Pardo García-Peña
Rodrigo Pardo García-Peña (Bogotá, 15 de noviembre de 1958-Bogotá, 19 de febrero de 2024) fue un periodista, académico y diplomático colombiano.
Fue subdirector de El Tiempo, director de El Espectador, de la desaparecida revista Cambio y de Noticias RCN, y director editorial de la revista Semana. Fue ministro de Relaciones Exteriores y embajador de Colombia en Venezuela y en Francia.

## Biografía
Rodrigo Pardo cursó su bachillerato en el Gimnasio Moderno, para después estudiar Economía en la Universidad de Los Andes, e hizo un MA en Relaciones Internacionales en la Universidad Johns Hopkins, SAIS, en Washington. Trabajó como profesor de Ciencia Política en la Universidad de Los Andes, en los campos de relaciones internacionales y política exterior colombiana.

### Carrera diplomática

#### Consejero presidencial
En los primeros años de su carrera profesional fue consejero presidencial del gobierno de Virgilio Barco en asuntos internacionales.

#### Viceministro de Relaciones Exteriores
Durante las elecciones presidenciales de Colombia de 1990 trabajó en la campaña de César Gaviria, quien tras ganar, lo designó viceministro de Relaciones Exteriores.

#### Embajador en Venezuela
Dos años después fue nombrado embajador en Venezuela, cargo al cual llegó en plena crisis días después del primer intento de golpe al expresidente Carlos Andrés Pérez. 

#### Ministro de Relaciones Exteriores

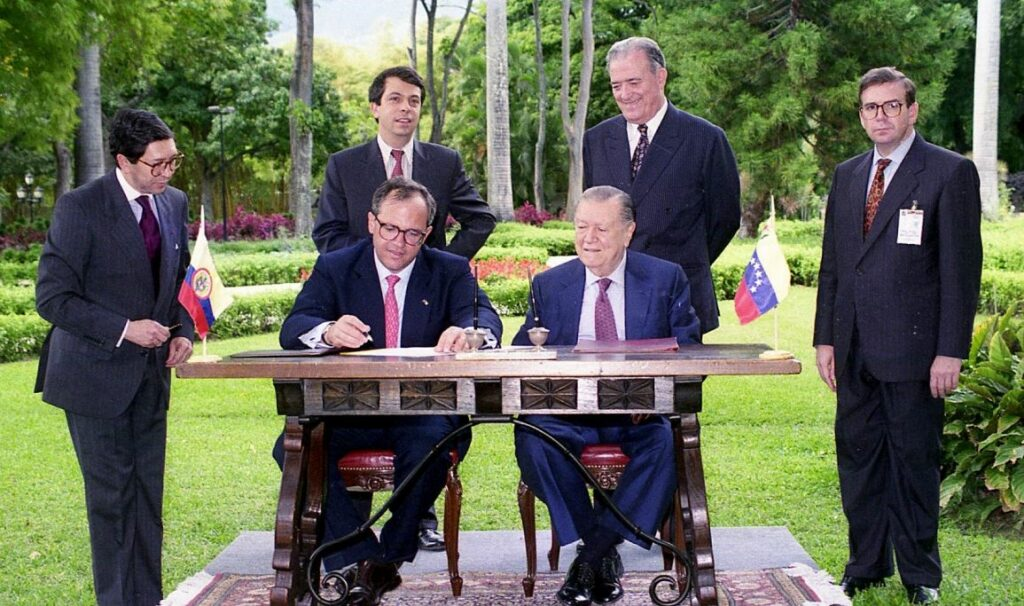
Pardo, como ministro de exteriores, detrás del presidente Ernesto Samper (lado izquierdo), durante un encuentro en La Casona con el presidente venezolano Rafael Caldera. Caracas, 6 de septiembre de 1994.

En 1994 Ernesto Samper lo nombró canciller, y allí le tocó manejar las relaciones exteriores del país en medio del Proceso 8000.

#### Embajador en Francia
En 1997 Samper lo designó embajador en Francia.

### Carrera periodística

#### Director de El Espectador
En 1998 fue nombrado Director de El Espectador luego de que el Grupo Santo Domingo comprara la publicación. Pardo no era nuevo en el mundo periodístico, pues ya antes había trabajado como periodista económico en Semana y en Cromos.

#### Subdirector de El Tiempo
Trabajó en El Espectador dos años y de allí pasó a ocupar el cargo de editor general de El Tiempo, diario en el que luego, en 2002, fue nombrado subdirector. En 2004 recibió el Premio Nacional de Periodismo Simón Bolívar a la mejor columna de opinión.

#### Director de la Revista Cambio
También fue consejero editorial de la Revista Semana y en 2007 pasó a ser director de la revista Cambio, publicación que El Tiempo había adquirido un año atrás. En su paso por la revista, Pardo y su equipo periodístico destaparon escándalos del gobierno de Álvaro Uribe, tales como Agro Ingreso Seguro, las relaciones del hermano del exministro del interior Fabio Valencia Cossio con la mafia en Medellín y las negociaciones secretas sobre las bases militares de los Estados Unidos en Colombia.

#### Director de Noticias RCN
En 2013 fue nombrado como el director de Noticias RCN de RCN Televisión, en reemplazo de Clara Elvira Ospina.
Renunció a esa posición en marzo de 2015 para regresar a Semana en el cargo de Director Editorial. Trabajó en radio, en la mesa de trabajo del programa Voces RCN y como analista en RCN Noticias de la mañana. Entre 2012 y 2015 dirigió y presentó el programa de televisión "Dos Puntos con Rodrigo Pardo".
En mayo de 2015 este programa recibió el premio de periodismo Álvaro Gómez, por un debate sobre la tauromaquia.
Para 2020, renunció a la Revista Semana. Era hincha de Millonarios F.C.

## Familia
Es nieto de Roberto García-Peña, primo de Roberto Posada García-Peña y de Daniel García-Peña.